# Biało-Czerwone Iskry
Die Biało-Czerwone Iskry (deutsch: Rot-weiße Funken), auch Team Iskry, war die offizielle Kunstflugstaffel der polnischen Luftstreitkräfte.
Die Staffel wurde im Jahr 1969 in Radom gegründet. Damals bestand die Formation aus vier Piloten, die mit PZL TS-11 Iskra-Flugzeugen ausgestattet wurden. Das Team wuchs zwischen 1993 und 1998 auf neun Piloten an, die mit insgesamt sieben Flugzeugen ihre Flugkunststücke fliegen.
Aufgrund der Außerdienststellung der PZL TS-11 Iskra wurde die Staffel 2022 aufgelöst. Die letzte offizielle Vorführung fand am 27. Juli des Jahres, der letzte Flug einen Tag später statt.